# Schlacht am Morgarten
Die Schlacht am Morgarten am 15. November 1315 war eine Auseinandersetzung zwischen Herzog Leopold I. von Habsburg und den Schwyzern. Herzog Leopold zog mit seinem teilweise berittenen Gefolge von Zug herkommend durch das Ägerital gegen Sattel und wurde am Ägerisee von zahlenmässigen unterlegenen Schwyzern in die Flucht geschlagen. Weitere Einzelheiten sind unsicher.
Die Schlacht am Morgarten spielt eine zentrale Rolle in der mythisch aufgeladenen Befreiungstradition der Schweiz, in der man sie als die erste kriegerische Auseinandersetzung des jungen eidgenössischen Bundes betrachtet.

### Schwyzer Freiheitsdrang und habsburgische Hausmachtansprüche

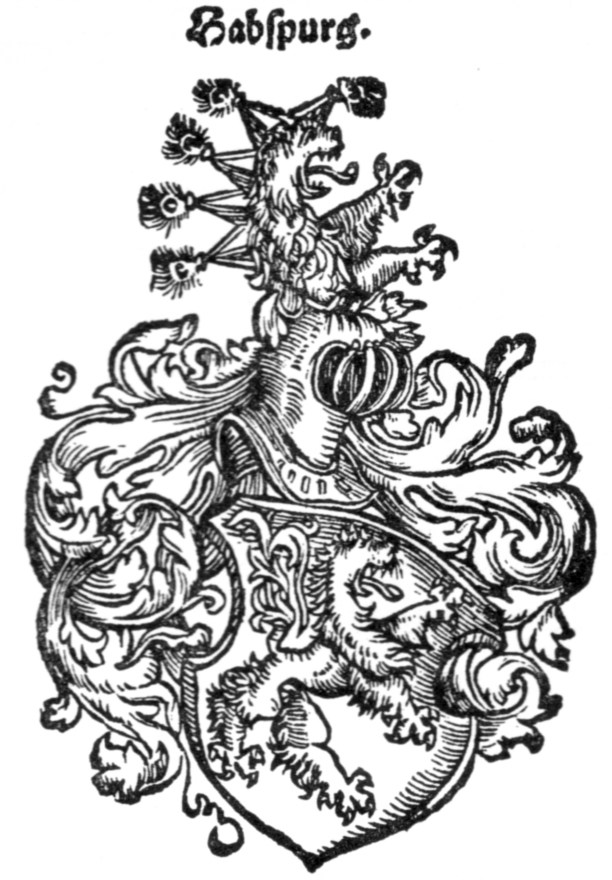
Das Wappen des Hauses Habsburg im 14. Jahrhundert

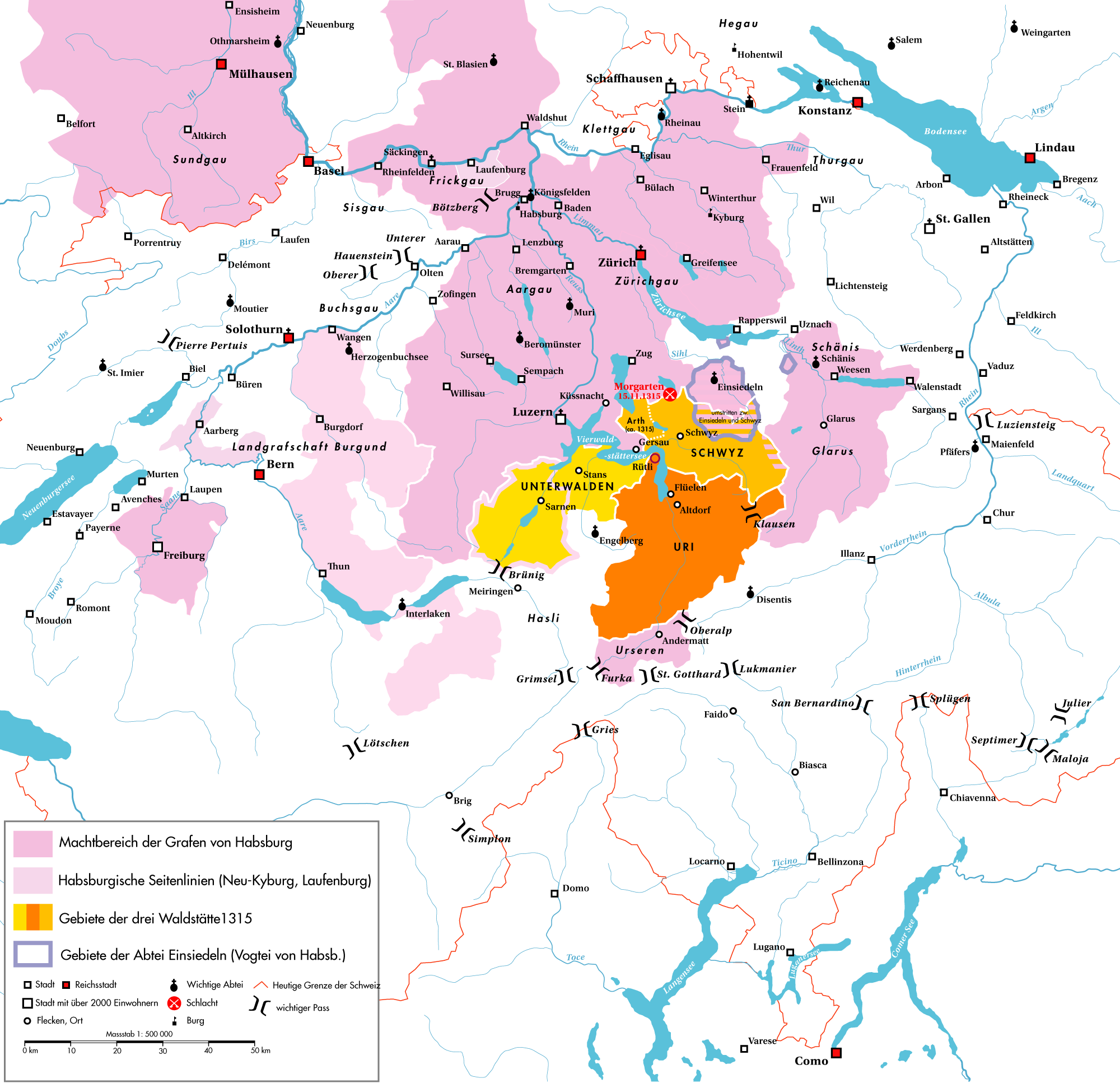
Karte der Herrschaftsgebiete von Habsburg und der Eidgenossenschaft 1315

## Schlacht

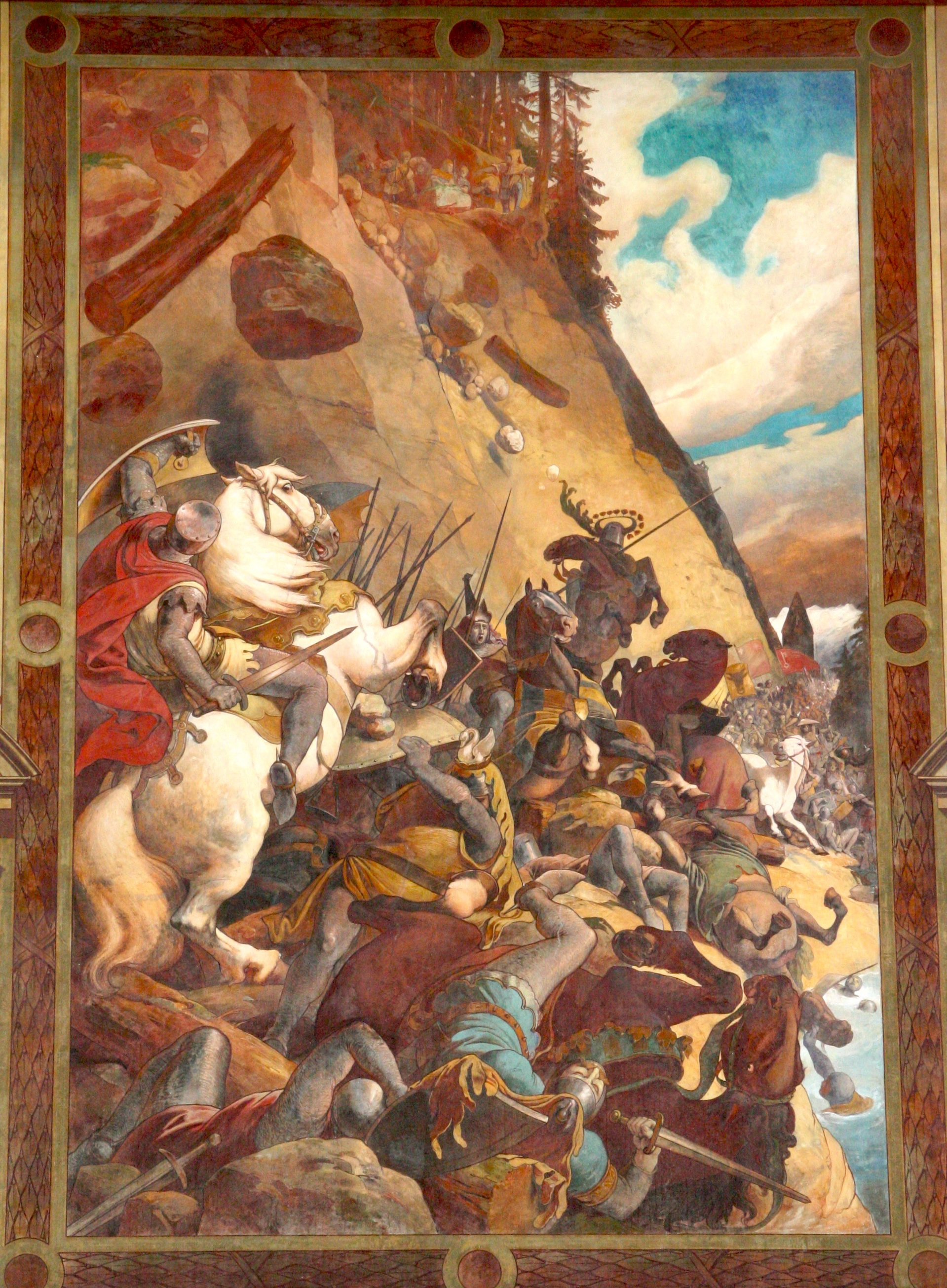
Darstellung der Schlacht am Rathaus von Schwyz, Fresko von Ferdinand Wagner (1891)

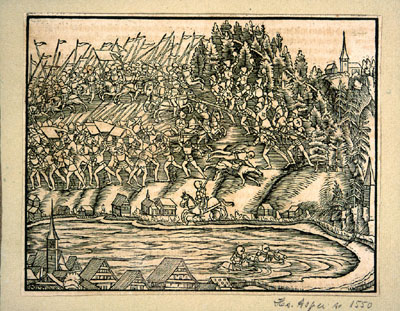
Die Schlacht am Morgarten in der Chronik von Johannes Stumpf, 1548

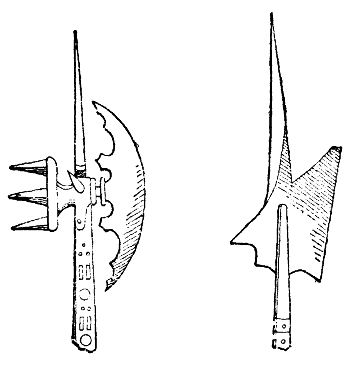
Schweizer Hellebarden des 15. Jahrhunderts

## Figur des Hofnarren Kuony von Stocken

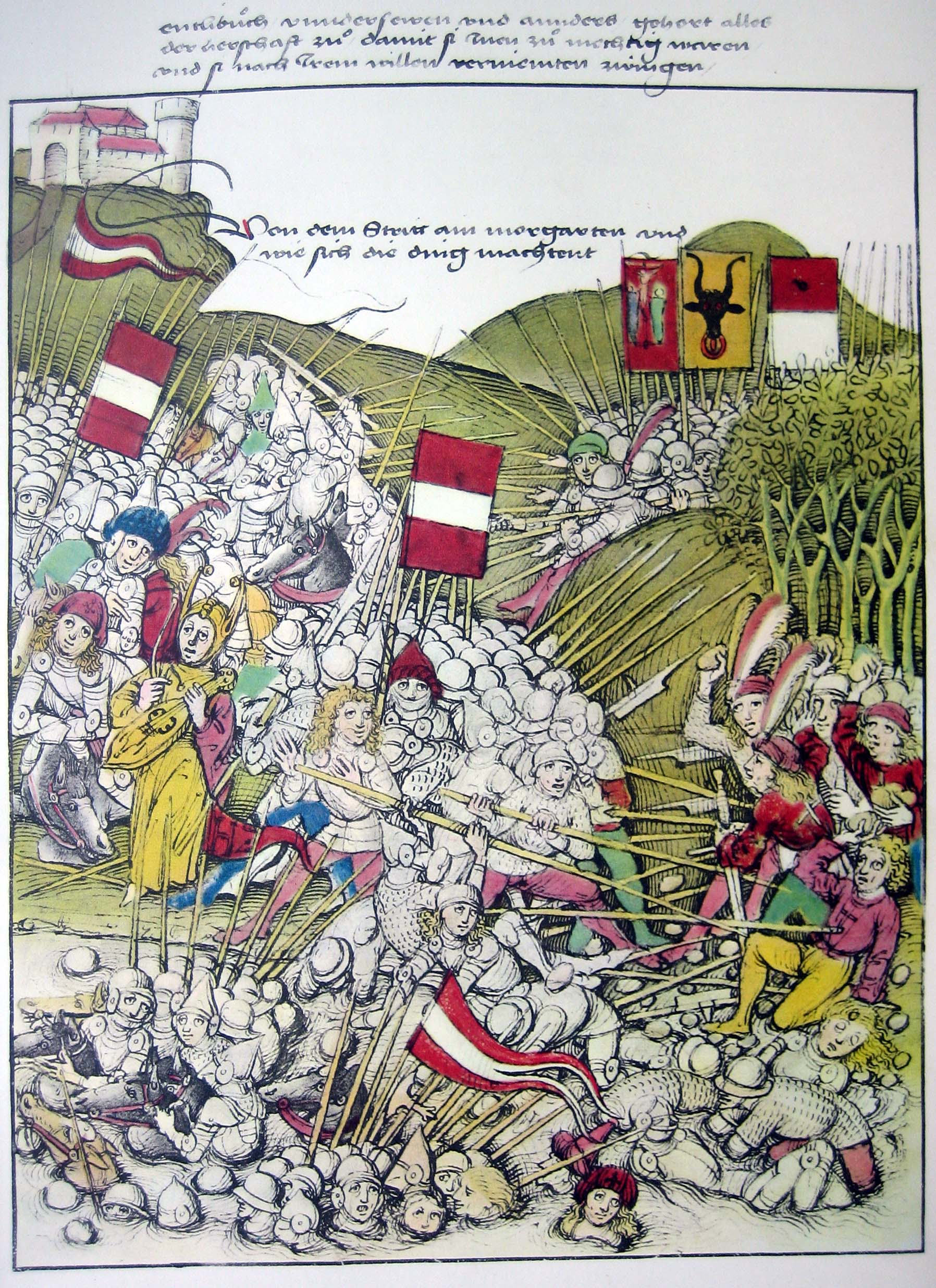
Kuony von Stocken (links). Darstellung der Schlacht am Morgarten aus der Berner Chronik von Diebold Schilling

### Schlachtkapelle und Jahrzeiten

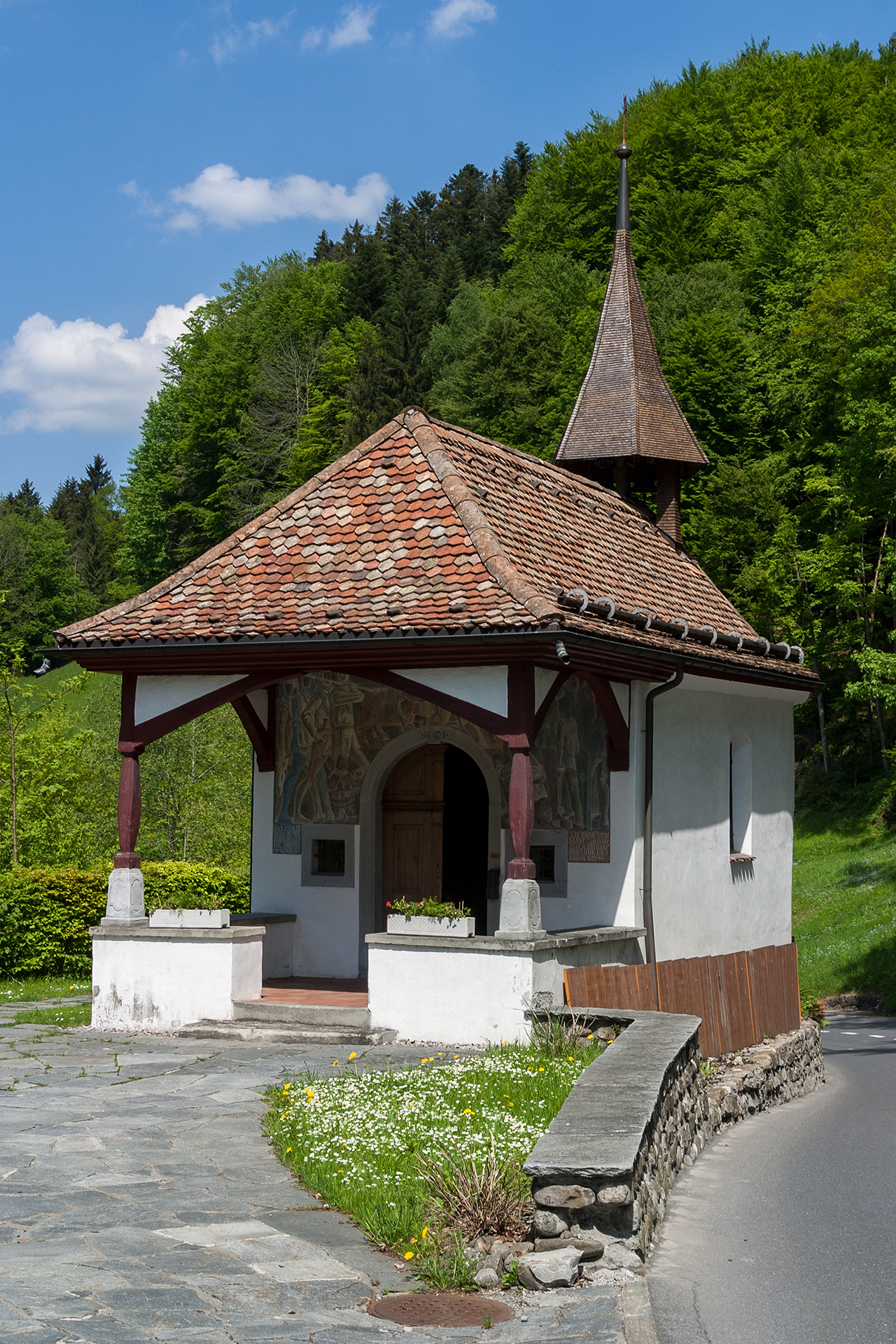
Schlachtkapelle

### Schlachtdenkmal

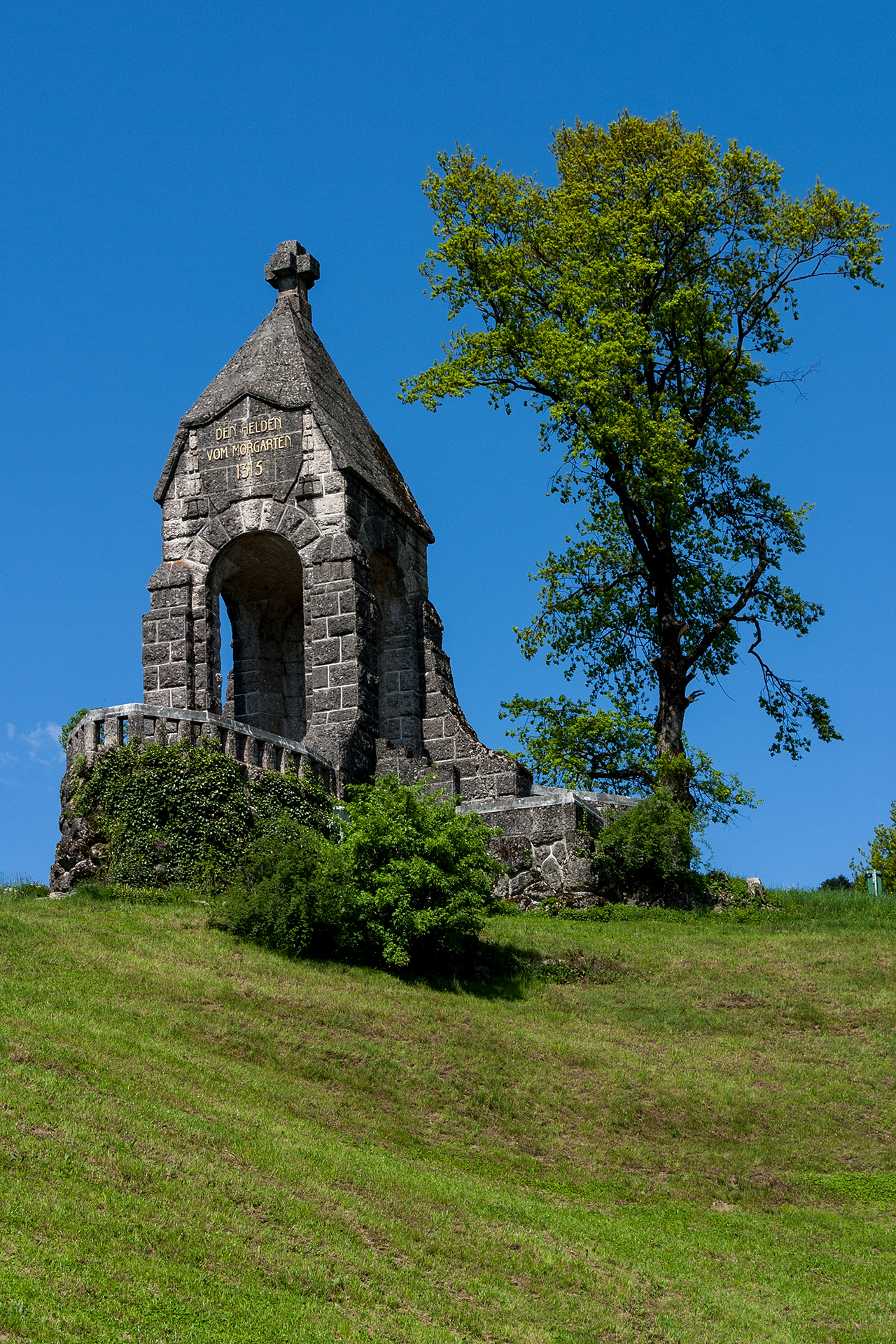
Schlachtdenkmal (1908)

### Gedenkfeiern 1915, 1965 und 2015

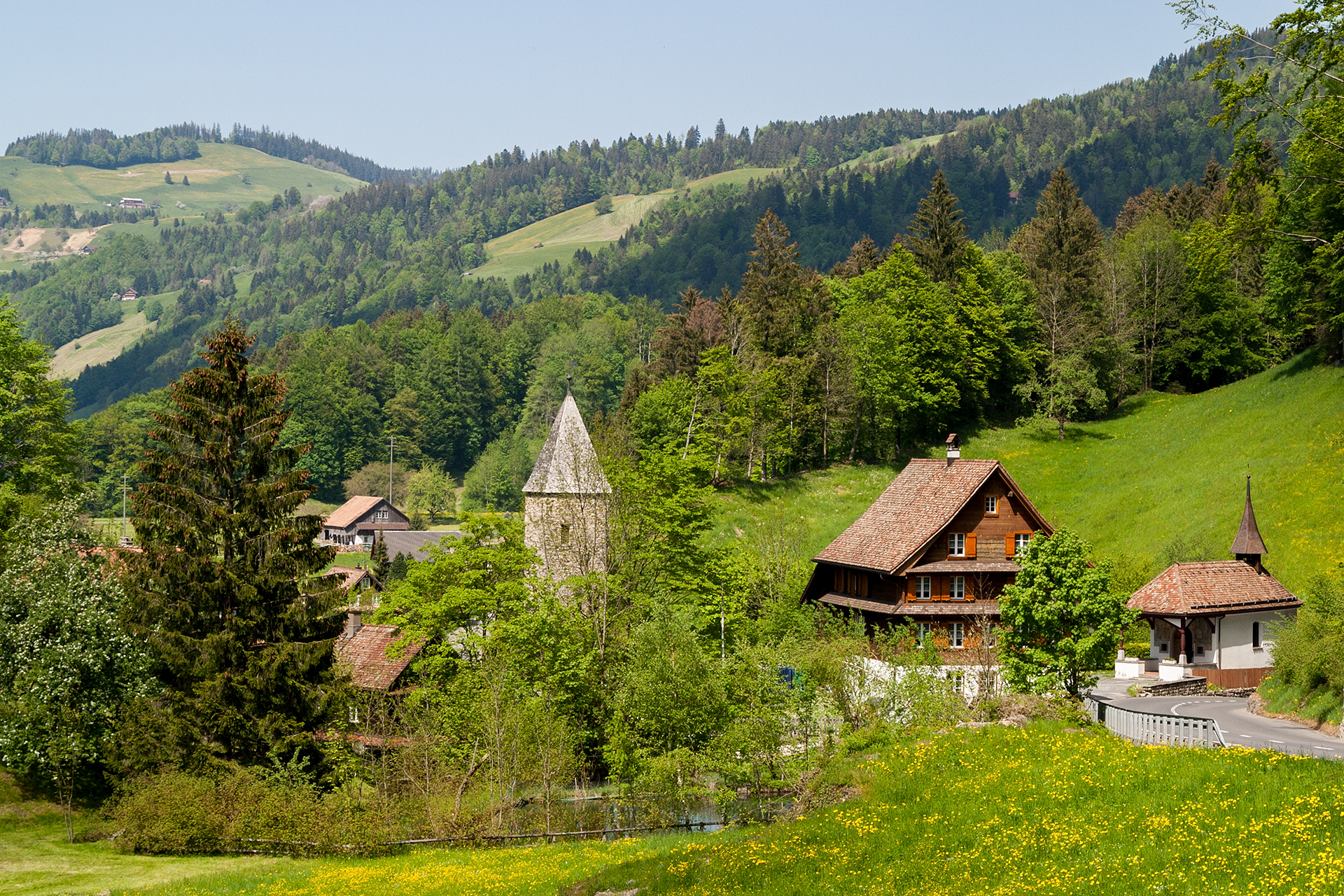
Das Gelände in der Schornen, der Schauplatz vieler Gedenkfeiern

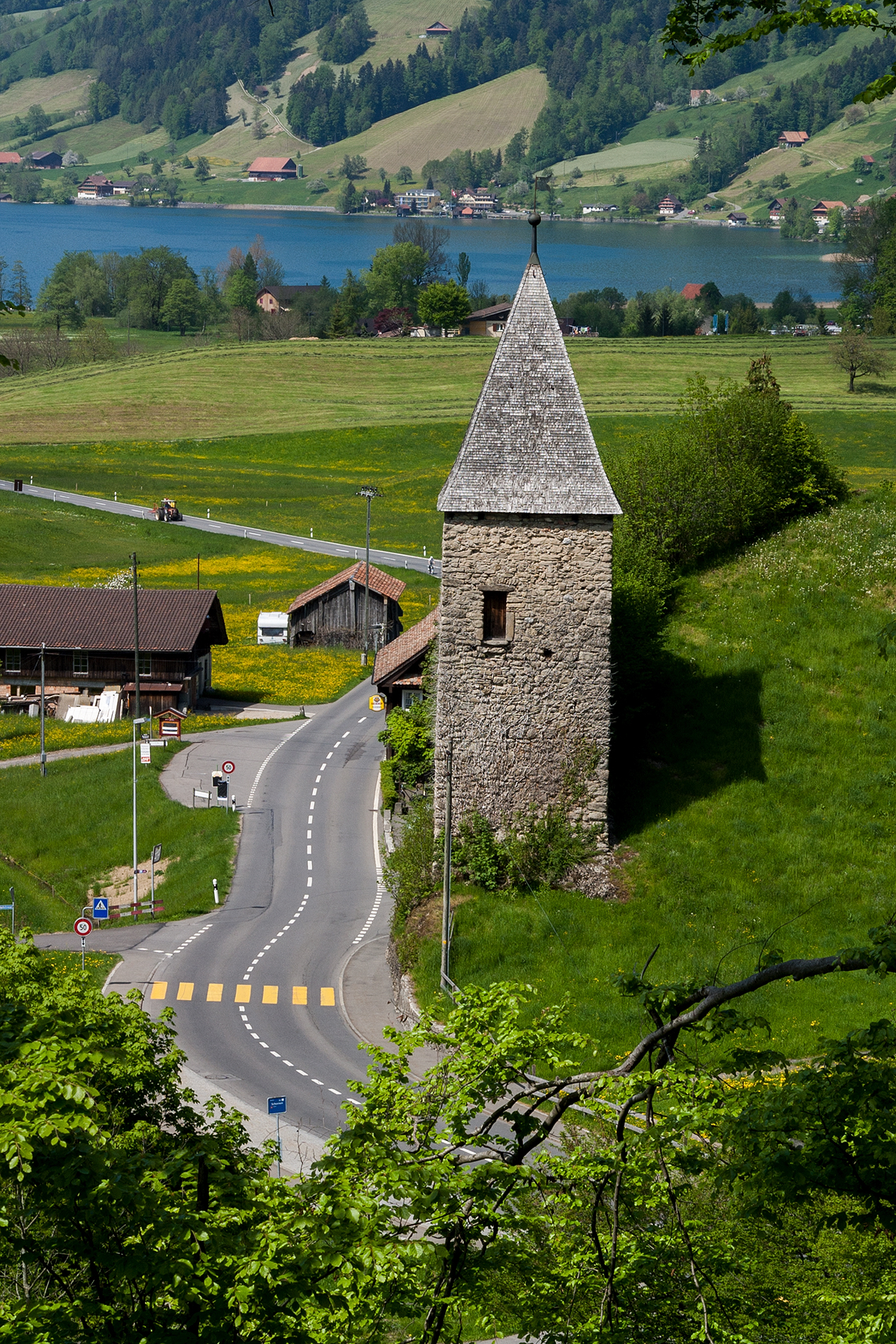
Blick auf den nach 1320 erbauten Turm der Letzimauer